# Takele Nigate
Takele Nigate (* 2. Oktober 1999) ist ein äthiopischer Leichtathlet, der sich auf den Hindernislauf spezialisiert hat.

## Sportliche Laufbahn
Erste internationale Erfahrungen sammelte Takele Nigate 2017 bei den Juniorenafrikameisterschaften in Tlemcen, bei denen er in 8:31,36 min die Goldmedaille gewann. Im Jahr darauf siegte er auch bei den U20-Weltmeisterschaften in Tampere in 8:25,35 min. 2019 nahm er erstmals an den Afrikaspielen in Rabat teil und belegte dort in 8:23,48 min den vierten Platz, ehe er bei den Weltmeisterschaften in Doha mit 8:38,34 min in der Vorrunde ausschied.

## Persönliche Bestleistungen
- 3000 m Hindernis: 8:09,50 min, 12. Juli 2019 in Monaco